# Icecon

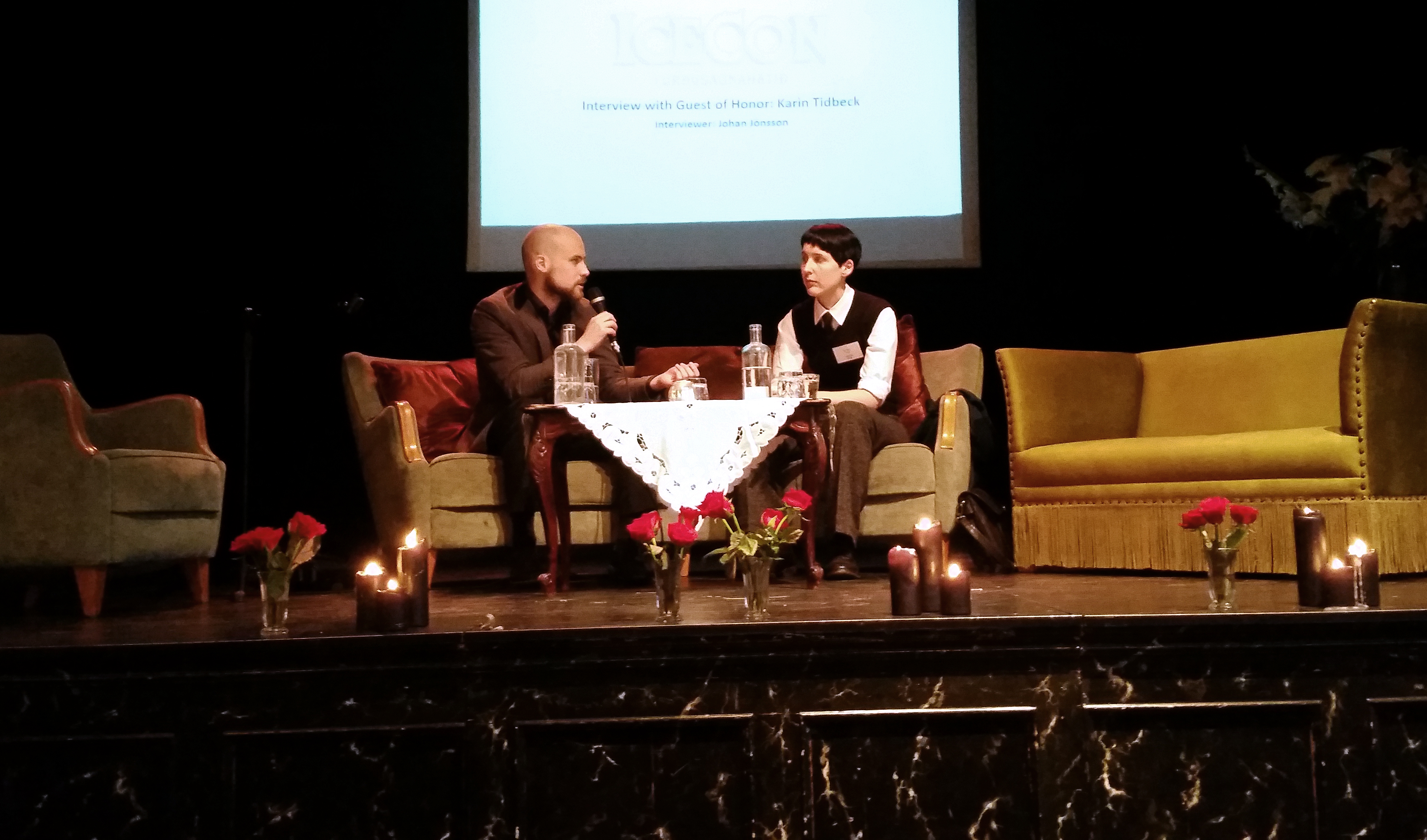
Scenen på första Icecon 2016: Hedersgästintervju med Karin Tidbeck.

Icecon är sf-kongress i Reykjavik på Island med fokus på science fiction, fantasy, skräck och serier. Den första Icecon anordnas 2016. Icecon anordnas vartannat år, och är Islands enda sf-kongress med litterär inriktning.

## Icecon genom åren
|   | År   | Datum         | Plats                 | Hedersgäst(er)                                                           |
| - | ---- | ------------- | --------------------- | ------------------------------------------------------------------------ |
| 1 | 2016 | 28–30 oktober | Iðno                  | Elizabeth Bear, Karin Tidbeck                                            |
| 2 | 2018 | 5–7 oktober   | Iðno                  | Naomi Novik, Úlfhildur Dagsdóttir                                        |
| 2 | 2021 | 5–7 november  | Veröld – hús Vigdísar | Mary Robinette Kowal, Hildur Knútsdóttir, Ted Chiang (Chiang på distans) |
| 3 | 2024 | 24–26 maj     |                       | John Scalzi, Emil Hjörvar Petersen, Kirsty Logan                         |

## Bildgalleri

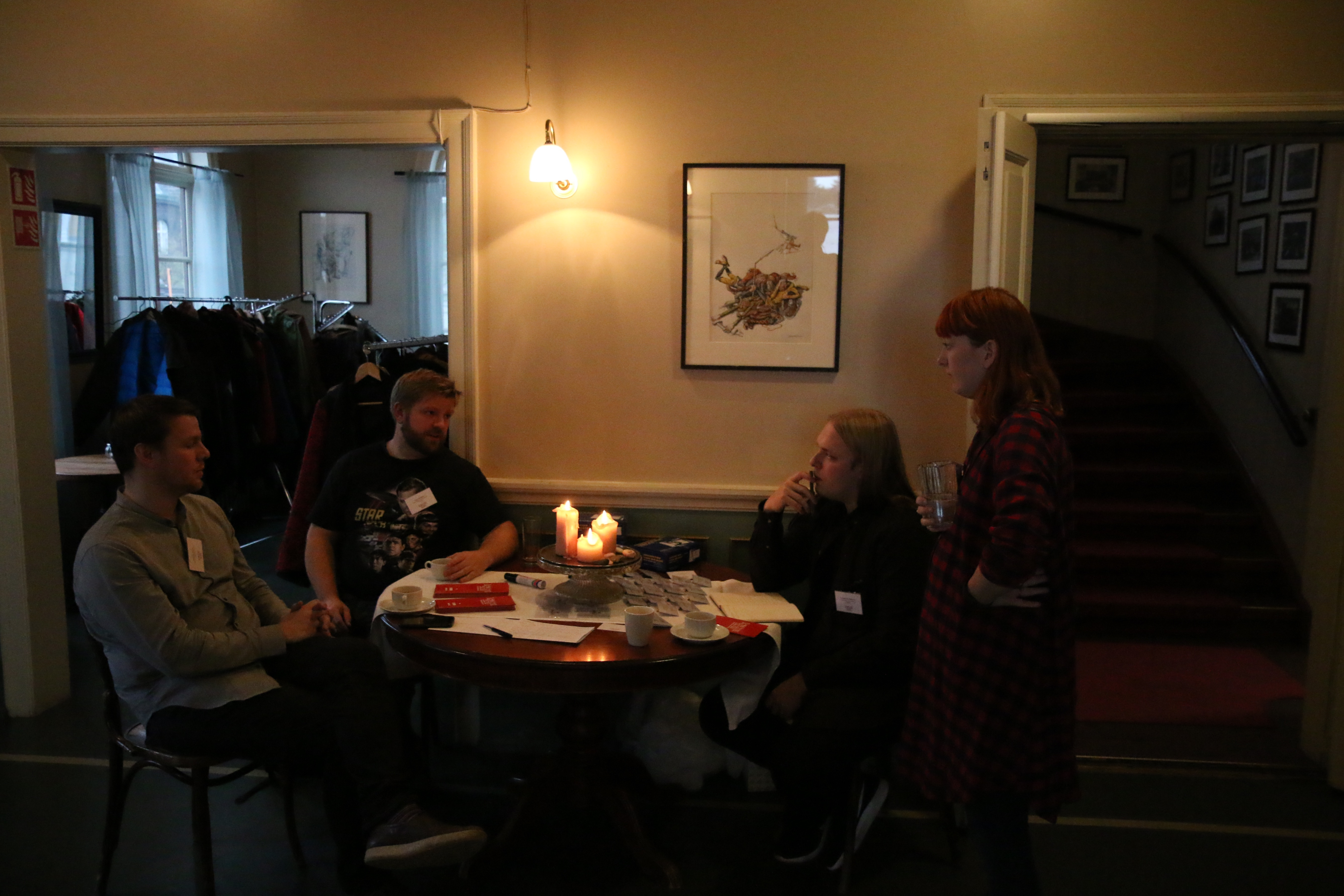
Delar av arrangörskommittén i samtal, 2016.
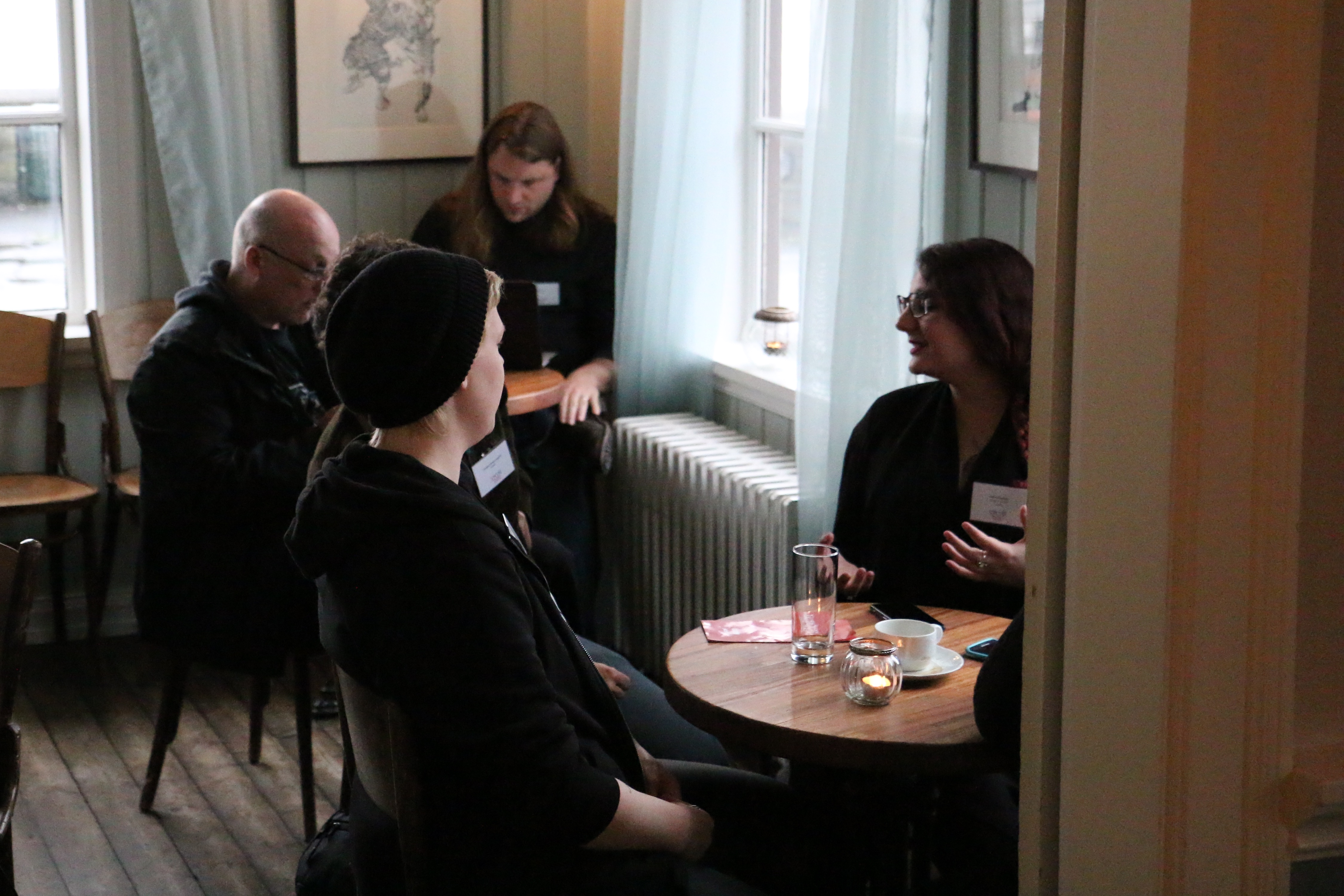
Umgängesyta, 2016.
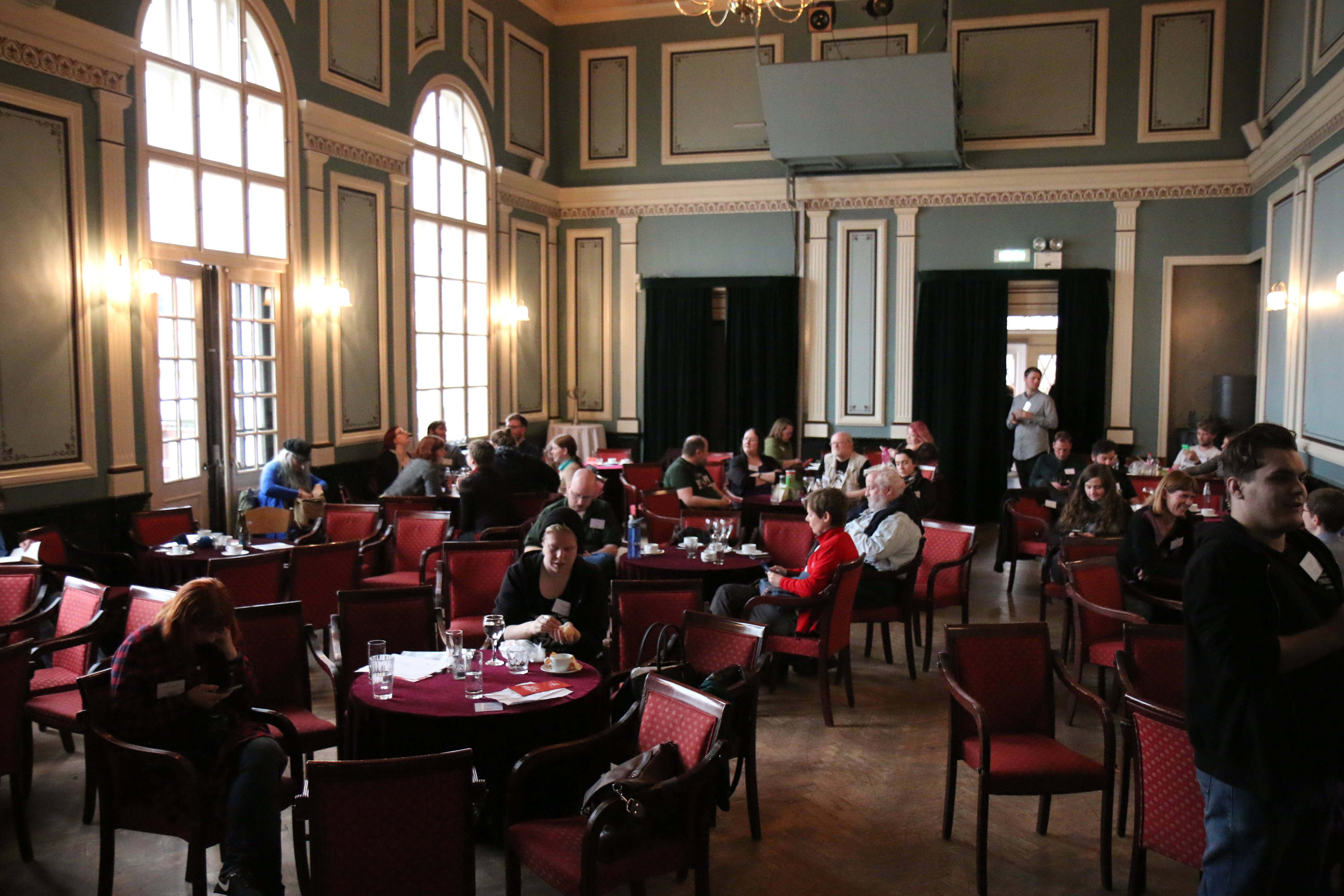
Publiken mellan programpunkter, 2016.